# 聲道

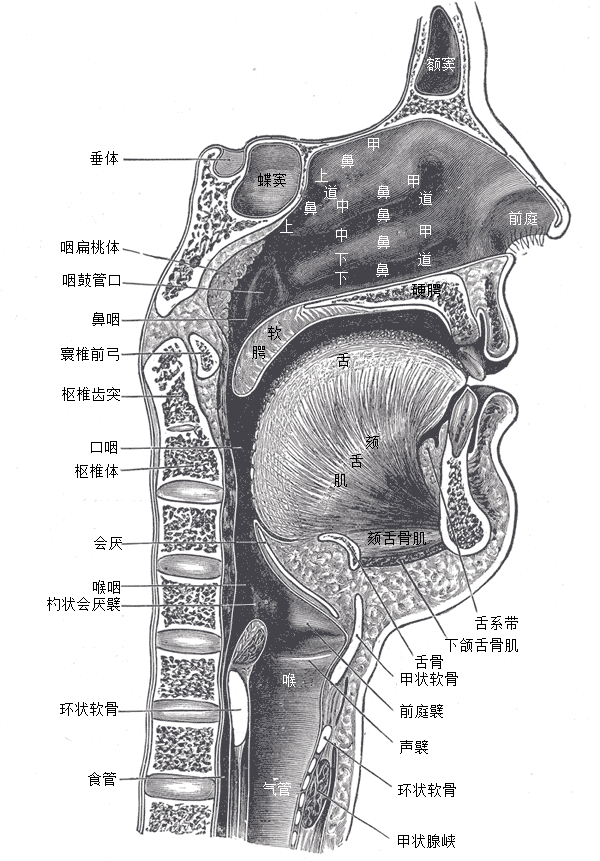
人類聲道的剖面圖

聲道是很多動物及人類都有的一個腔室，從聲源（哺乳動物是喉頭；鳥類則是鳴管）產生的聲音經由此處濾出。在鳥類裡，聲道包括氣管、嗚管、口腔、食道的上半部和喙。在哺乳動物中，聲道則包括喉腔、咽頭、口腔和鼻腔，且在一些非人類的哺乳動物中，有些亦包括氣囊。

## 另見
- 語言
- 鸚鵡－會模擬人類說話的鳥類（但不能理解，非洲灰鸚鵡可能是例外）。
- 語音合成
- 發音方法
- 發音部位
- 立體聲